# Sarah Elena Timpe

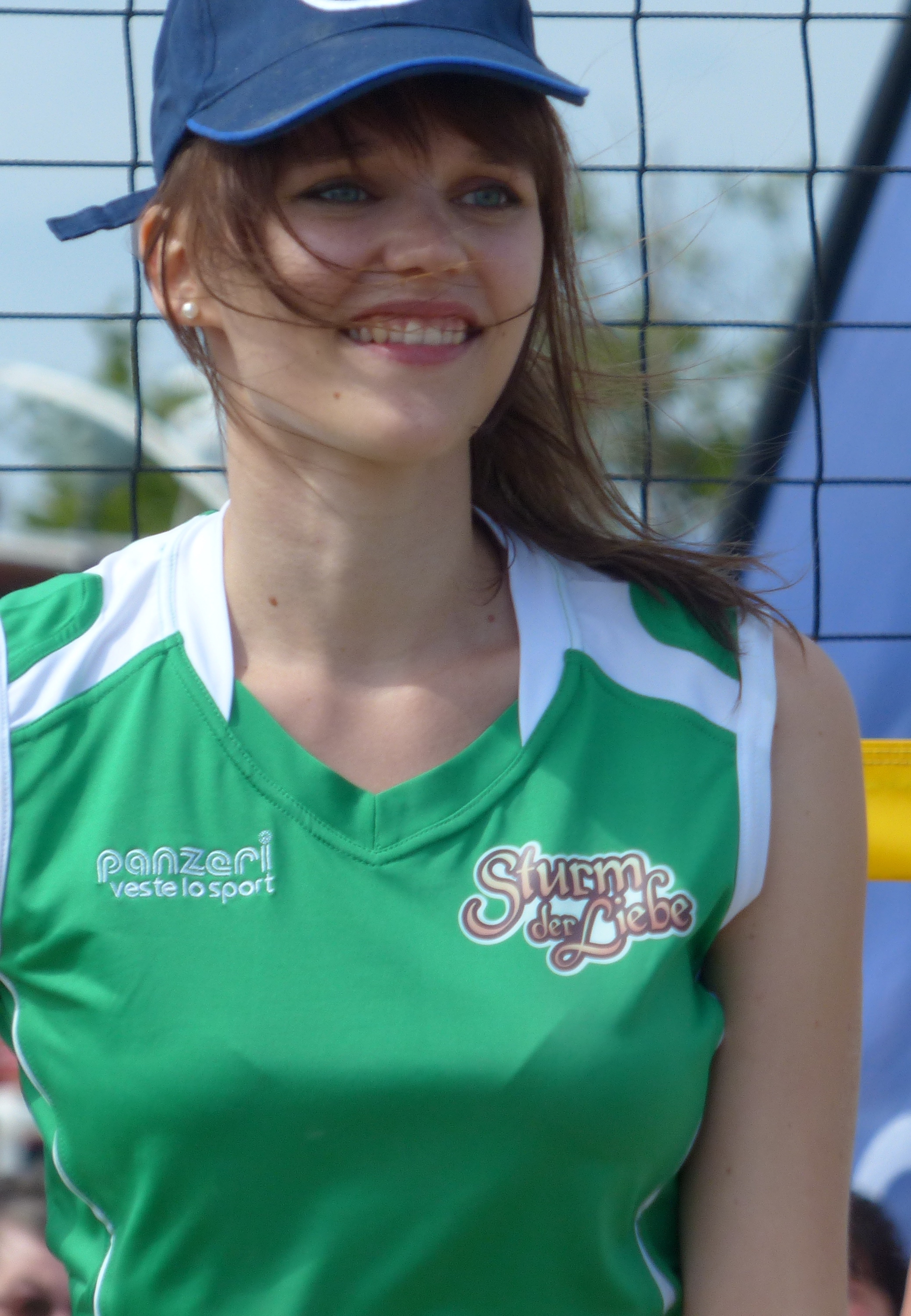
Sarah Elena Timpe beim Beachvolleyball-Starcup 2013

Sarah Elena Koch (geb. Timpe; * 20. August 1985 in Braunschweig) ist eine deutsche Schauspielerin.

## Leben und Karriere
Sarah Elena Timpe wuchs in Sierße auf. Nach dem Abitur an der Gaußschule in Braunschweig, absolvierte sie ein Schauspielausbildung am Kärntner Landeskonservatorium in Klagenfurt. Sie schloss 2010 ihr Studium mit dem Diplom ab.
Vom 2. Oktober 2012 (Folge 1619) bis zum 16. September 2014 (Folge 2070) verkörperte Timpe in der ARD-Telenovela Sturm der Liebe die Rolle der Sabrina Heinemann, geb. Görres. Zuvor hatte sie unterschiedliche Engagements auf verschiedenen Theaterbühnen und wirkte in Theaterstücken wie unter anderem in Ein Sommernachtstraum mit.
Timpe lebt in Mannheim. Seit dem 26. August 2016 ist sie mit ihrem Schauspielkollegen Samuel Koch verheiratet, den sie durch dessen Gastrolle bei Sturm der Liebe kennenlernte. Zweitberuflich ist sie seit 2017 Stewardess bei Condor.
Am 29. Oktober 2021 veröffentlichte sie ihr erstes Album Bittersüßes Finsterlicht.

## Filmografie
- 2008: Hammer (Kurzfilm)
- 2010: Todespolka
- 2011: Die Tänzerin – Lebe Deinen Traum
- 2012: Wilsberg: Halbstark (Fernsehreihe)
- 2012–2014: Sturm der Liebe (Fernsehserie, 457 Folgen)
- 2016: Um Himmels Willen (Fernsehserie, Folge: Wirbel um Alice)
- 2017: Großstadtrevier (Fernsehserie, Folge: Ausnahmezustand)
- 2019: Die Rosenheim-Cops (Fernsehserie, Folge: Die Erben des Herrn König)
- 2020: Das Traumschiff – Kapstadt (Fernsehreihe)
- 2022: Die Passion (Fernsehsendung)
- 2022: Sachertorte
- 2023: Inga Lindström: Einfach nur Liebe (Fernsehreihe)
- 2023: Unter Uns (Fernsehserie, 42 Folgen)
- 2024: SOKO Stuttgart (Fernsehserie, Folge: Home Sweet Smart Home)

## Theater (Auswahl)
- Romeo und Julia – William Shakespeare
- Kein Denkmal für Gudrun Ensslin – Christine Brückner
- Die Troerinnen des Euripides – Jean-Paul Sartre
- Meinnicht – Gesine Danckwart
- Hallo und Adieu – Athol Fugard
- Der Fremde im Haus – Agatha Christie
- Achtsam Morden im Hier und Jetzt – Karsten Dusse

## Diskografie
- 2021: Bittersüßes Finsterlicht